# Warrix Sports
Warrix Sport — тайська компанія з виробництва спортивного обладнання, заснована в 2013 році, яка робить трикотажні вироби, спортивний одяг, тренажери та інше.
Починаючи з січня 2017 року, сайту Warrix є головним спонсором національної збірної Таїланду з футболу. Бренд вперше офіційно з'явився на ринку у 2014 році, ставши спонсором команд тайської ліги Chiangmai F.C. та Nakhon Ratchasima F.C.

## Бренди
- WARRIX

## Спонсорство

### Футбол

#### Національні Збірні
- Таїланд 2017–
- М'янма 2018–

У 2016 році Warrix виграла тендер і стала офіційним спонсором національної збірної Таїланду з футболу на загальну суму 400 млн. бат. Договір триває з 1 січня 2017 року до 31 грудня 2020 року.